# Dolní Bukovsko
Dolní Bukovsko – miasteczko w kraju południowoczeskim, w powiecie Czeskie Budziejowice, położone 25 km na północ od Czeskich Budziejowic. Miejscowość liczy około 1500 mieszkańców. W styczniu 2006 odnotowano 1491 mieszkańców, w tym 736 mężczyzn i 755 kobiet. Średnia wieku dla ogółu mieszkańców wynosiła 39,3 lat (mężczyźni 37,7 lat, kobiety 41 lat).
W miejscu znajduje się urząd gminy obejmujący wsie Sedlikovice, Pelejovice, Radonice, Hvozdno, Popovice, Bzi i Horne Bukovsko. Pierwsza pisemna wzmianka o miejscowości pochodzi z roku 1323. Miasto założył król Jan Luksemburski. Dominującym punktem architektonicznym miasteczka jest kościół wczesnogotycki pw. Narodzenia Panny Marii, wzniesiony w roku 1280. Wewnątrz kościoła zachowały się freski datowane na lata 1320–1350 oraz renesansowy dzwon z roku 1595. W miasteczku znajduje się również stylowy secesyjny budynek szkoły.